# Criterion Games
Criterion Games is een Brits computerspelontwikkelaar. Het is het meest bekend om zijn succesvolle racespel Burnout en de first-person shooter Black. Criterion is gespecialiseerd in de RenderWare-technologie die gebruikt wordt in games zoals Grand Theft Auto III, Grand Theft Auto: Vice City en Grand Theft Auto: San Andreas.
In augustus 2004 heeft Electronic Arts verkondigd dat ze Criterion Games hadden verworven voor een gespeculeerde prijs van £40 miljoen. Dit werd gevolgd door het uitkomen van het spel Black.
Nadat Electronic Arts Criterion Games had opgekocht melden ze dat ze de RenderWare-technologie nog steeds beschikbaar zal zijn voor andere bedrijven, maar sommige bedrijven vonden het te riskant om de technologie van een concurrent te gebruiken. Electronic Arts heeft om die reden RenderWare van de markt afgehaald, maar gebruikt de technologie steeds vaker voor zijn eigen games.

## Games
| Naam                                                     | Jaar | Console                                                             |
| -------------------------------------------------------- | ---- | ------------------------------------------------------------------- |
| Scorched Planet                                          | 1996 | PC                                                                  |
| Sub Culture                                              | 1997 | PC                                                                  |
| Redline Racer                                            | 1998 | PC                                                                  |
| Trickstyle                                               | 1999 | Dreamcast, PC                                                       |
| Deep Fighter                                             | 2000 | Dreamcast, PC                                                       |
| Suzuki Alstare Racing                                    | 2000 | Dreamcast                                                           |
| Burnout                                                  | 2001 | PlayStation 2, Xbox, GameCube                                       |
| Airblade                                                 | 2002 | PlayStation 2                                                       |
| Burnout 2: Point of Impact                               | 2002 | PlayStation 2, Xbox, GameCube                                       |
| Burnout 3: Takedown                                      | 2004 | PlayStation 2, Xbox                                                 |
| Burnout Revenge                                          | 2005 | PlayStation 2, Xbox                                                 |
| Burnout Legends                                          | 2005 | PlayStation Portable, Nintendo DS                                   |
| Burnout Revenge                                          | 2006 | Xbox 360, PlayStation 2, Xbox                                       |
| Black                                                    | 2006 | PlayStation 2, Xbox                                                 |
| Burnout Paradise                                         | 2008 | PlayStation 3, Xbox 360, Windows                                    |
| Need for Speed: Hot Pursuit                              | 2010 | PlayStation 3, Xbox 360, Windows, Wii                               |
| Need for Speed: Most Wanted                              | 2012 | PlayStation 3, Xbox 360, Windows, PlayStation Vita                  |
| Need for Speed: Rivals (in co-productie met Ghost Games) | 2013 | PlayStation 3, Xbox 360, Microsoft Windows, PlayStation 4, Xbox One |
| Burnout Paradise Remastered                              | 2018 | PlayStation 4, Xbox One                                             |